# Андреа Налес
Андреа Марія Налес (нім. Andrea Maria Nahles; нар. 20 червня 1970, Мендіг, ФРН) — німецька політична діячка, член Соціал-демократичної партії (СДП). З квітня 2018 року по червень 2019 року Налес була першою жінкою, яка очолила СДП, а з серпня 2017 року до червня 2019 року — першою жінкою, яка обіймала посаду лідера фракції соціал-демократів у Бундестазі. До того часу з грудня 2013 року по вересень 2017 року Налес була міністеркою праці та соціальних питань Німеччини, а з 2009 року по грудень 2013 року — генеральним секретарем СДП.

## Життєпис
Андреа Налес та її молодший брат виросли в у католицькій сім'ї середнього класу у Вайлері (Маєн-Кобленц): у сім'ї будівельника Альфреда Налеса (1941—2014) та його дружини Ґертруд (до шлюбу Ґондерт). До 1980 року Налес відвідувала початкову школу у Вайлері. З 1980 року по 1986 року вона була учинецею у реальній школі в Маєні. У 1989 році Налес закінчила гімназію в Маєні, отримавши атестат про загальну освіту, у випускній газеті вона вказала, що у майбутньому хоче стати «домогосподаркою або канцлеркою».
У 1989 році Налес розпочала вивчати новітню та стародавню германістику, а також політологію в Боннському університеті, який вона закінчила у 1999 році, отримавши академічний ступінь магістра. Свою магістерську роботу на тему «Функція катастроф у серійних любовних романах» вона написала під керівництвом Юрґена Форманна. Під час навчання Налес була співробітницею депутата у Бундестазі. З 2002 по 2003 разом із Міхаелем Ґуґґемосом вона очолювала основний офіс профспілки IG Metall. У 2004 році, отримавши стипендію, Налес розпочала працювати в Боннському університеті над дисертацією на тему «Функціональні типи ідентифікаційного читання на прикладі історичного роману». Будучи знову обраною до Бундестагу в 2005 році, Налес призупинила роботу над дисертацією.
Налес належить ферма у Вайлері, де проживали її прабабуся та прадідусь. Вона є практикуючою католичкою та використовує свою віру як фундамент у своїй політичній діяльності. Після хрестин у 1970 році Налес належить до парафії св. Кастора у Вайлері, де у 1970-х роках була однією з перших міністранток. У 2009 році вона опублікувала свою біографію «Жінка, віруюча, ліва. Що для мене є важливим». Налес має інвалідну групу (GdB 50) у зв'язку з травмою стегна, яку вона отримала в 1986 році під час стрибка у довжину.
З 1997 по 2007 роки Андреа Налес була у стосунках з профспілковим функціонером та на той час членом ради правління фірм ThyssenKrupp Elevator, Audi та Volkswagen AG Горстом Нойманном. 18 червня 2010 року вона пошлюбила історика з мистецтвознавства Маркуса Фріґса. У 2011 році Налес народила дочку та повернулася до роботи після 8 тижнів декретної відпустки. 15 січня 2016 року подружжя Налес-Фрінґс повідомило про своє розлучення.

## Політична кар'єра
У 1988 році Налес вступила у Соціал-демократичну партію Німеччини (СДП) та була співзасновницею місцевого представництва партії у Вайлері. З 1997 по 2013 роки, а також з 2018 по 2019 роки Налес належить до ради правління СДП, а з 2003 по 2013 роки та з 2018 по 2019 роки — до президії СДП. З 2007 по 2009 роки Налес — заступниця голови партії, а з 2009 по 2013 рр. — її генеральна секретарка. Співзасновниця Форуму демократичних лівих—21. Належить до лівого крила партії, публічно критикувала програму Герхарда Шредера «Agenda 2010».
З 1998 по 2002 роки і з 2005 року — депутатка парламенту Німеччини.
міністр праці та соціальних питань з 2013 по 2017 рр.
22 квітня 2018 року вона була обрана лідеркою Соціал-демократичної партії Німеччини.